# Mr. Vampire
Mr Vampire è un film del 1985 diretto da Ricky Lau e prodotto da Sammo Hung, noto particolarmente in patria e con una discreta nomea da film di culto anche oltreoceano.
Il successo in patria del film ha dato origine a una saga con 4 seguiti (1986, 1987, 1988, 1992) sempre diretti da Ricky Lau e numerosi simili che ne ricalcano gli elementi fondamentali. Tra questi ricordiamo i più noti al pubblico internazionale, anche per la ricorrente presenza dell'attore Lam Ching-ying: Vampire Vs. Vampire (1989) diretto dallo stesso Lam Ching-ying; Encounters of the Spooky Kind II (1990) e Magic Cop (1990).

## Trama
Il saggio monaco taoista Kau viene ingaggiato da un ricco possidente per riesumare il corpo del padre deceduto. Assistito dai suoi discepoli incapaci, Man-choi e Chau-sang, Kau scopre che la salma nel tempo non si è consumata e ipotizza che si tratti ormai di un vampiro. Per impedire che resusciti e metta in pericolo i viventi, Kau cerca di mantenerlo prigioniero nella bara con talismani e pratiche magiche ma una volta lasciato in custodia agli assistenti inetti il vampiro riesce a liberarsi e a creare scompiglio in città. Il monaco tenterà allora di fermarlo, districandosi tra contrattempi terreni (l'ispettore di polizia locale ostacolerà la caccia) e ultraterreni (Chau-sang subirà il fascino di una donna-fantasma mentre Man-choi verrà infettato dal vampiro).

## Soggetto
Una delle maggiori fonti di ispirazione per il film è la raccolta di racconti sovrannaturali di epoca Qing, Racconti straordinari dello studio Liao dello scrittore Pu Songling.

## Riprese e location
Le riprese si sono svolte in 5-6 mesi. Sul set gli attori erano soliti farsi scherzi e battute che a volte il regista inseriva anche nel film.
Gli scenografi hanno ricreato in studio il villaggio che compare a inizio e fine film, mentre altre scene sono state girate a Taipei non essendoci a disposizione altri set soddisfacenti per riprendere una lunga strada che si perde in lontananza (oggi ricreabile tramite CGI). Altre scene, tra cui quella della riesumazione e della polizia a caccia del vampiro nella grotta, furono girate nei Nuovi Territori.
Non potendosi permettere un finto serpente sufficientemente realistico, la produzione ripiegò su uno vero, ucciso a favore di camera e in seguito cotto per farne una zuppa. Sorte analoga toccò al gallo sgozzato dal monaco per ricavarne il sangue in funzione anti-vampiro.
Il film è ambientato durante la dinastia Qing ma il vampiro indossa abiti di quella precedente, la Dinastia Ming.

## Premi e riconoscimenti
Mr. Vampire è stato candidato per numerosi premi alla quinta edizione (1986) degli Hong Kong Film Awards, ricevendo però solo un riconoscimento per Miglior Colonna Sonora Originale. Le altre nomination:
- Miglior Film
- Miglior Regista (Ricky Lau)
- Miglior Attore Non-protagonista (Lam Ching-ying)
- Miglior Attore Non-protagonista (Billy Lau)
- Miglior Talento Emergente (Billy Lau)
- Miglior Sceneggiatura (Wong Ying, Barry Wong, Sze-to Cheuk-hon)
- Miglior Fotografia (Peter Ngor)
- Miglior Direzione Artistica (Lam Sai-lok)
- Miglior Direzione Stunt Team(Sammo Hung Stunt Team)
- Miglior Canzone Originale (Gwai San Noeng)
- Miglior Colonna Sonora Originale (Lo Ta-yu)

## Critica
Il film è stato ben accolto a Taiwan, nel Sud-est Asiatico e in particolare in Giappone, dove ha ispirato linee di giocattoli e oggettistica commerciale a tema.